# LOT Polish Airlines

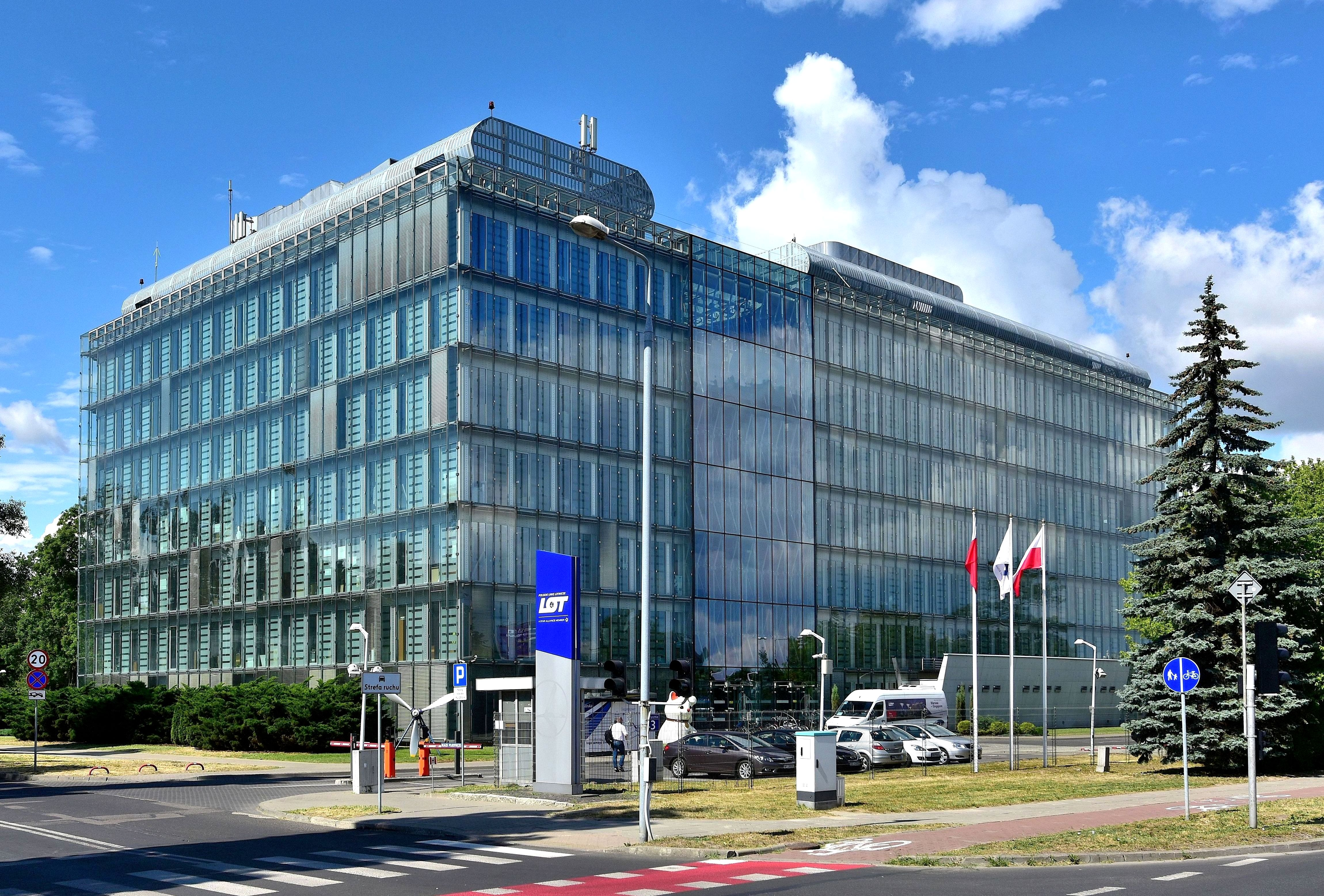
Sediul LOT

LOT Polish Airlines (Polskie Linie Lotnicze LOT) este principala companie aeriană din Polonia. 

## Flota
| Avioane                 | Serviciu | Ordinele | Opțiuni |
| ----------------------- | -------- | -------- | ------- |
| Airbus A220-100         | 0        | 20       | 20      |
| Airbus A220-300         | 0        | 20       | 24      |
| Boeing 737-800          | 6        |          |         |
| Boeing 737-8Max         | 18       | 13       |         |
| Boeing 787-8 DreamLiner | 8        | 2        |         |
| Boeing 787-9 DreamLiner | 7        |          |         |
| Embraer 170             | 5        |          |         |
| Embraer 175             | 15       |          |         |
| Embraer 195             | 16       |          |         |
| Embrayer 195-E2         | 3        |          |         |
| TOTAL                   | 87       | 55       |         |